# Landkreis Karlsruhe
Landkreis Karlsruhe är ett distrikt i Baden-Württemberg, Tyskland. Distriktet gränsar mot bland annat Frankrike.

## Infrastruktur
Genom distriktet går motorvägarna A5 och A8.
1. 1 2  härlett från: Statistisches Landesamt Baden-Württemberg.[källa från Wikidata]